# Lista szpitali i okrętów szpitalnych Royal Navy
To jest lista szpitali i okrętów szpitalnych brytyjskiej Royal Navy.

## Historyczne Królewskie Szpitale Morskie (ang.Royal Naval Hospitals(RNH))
- RNH Bighi (Malta)
- RNH Gibraltar
- RNH Haslar (Gosport, Hampshire, Anglia)
- RNH Mtarfa (Malta)
- RNH Stonehouse (Devonport, Anglia)

## Okręty szpitalne okresu wojny falklandzkiej
- HMS "Hecla"
- HMS "Herald"
- HMS "Hydra"
- SS "Uganda" był szkolnym statkiem wycieczkowym linii P&O/British-India Steam Navigation Company zarekwirowanym 10 kwietnia 1982, ale nie włączonym oficjalnie do służby jako okręt Royal Navy, miał jednak na pokładzie starszego oficera marynarki (ang. Senior Naval Officer) na stanowisku dowódcy jednostki morskiego (ang. in charge of a Naval Party).